# Фельшов
Фельшов (нім. Völschow) — громада в Німеччині, розташована в землі Мекленбург-Передня Померанія. Входить до складу району Передня Померанія-Грайфсвальд. Складова частина об'єднання громад Ярмен-Тутов.
Площа — 21,68 км2. Населення становить 496 ос. (станом на 31 грудня 2020).